# Démocratie et liberté (Saint-Marin)
Démocratie et liberté (en italien : Democrazia e Libertà ; abrégé en DeL) est une alliance politique saint-marinaise formé pour les élections législatives de 2024.

## Histoire
La coalition est lancée le 18 avril 2024 par le Parti démocrate-chrétien saint-marinais et l'Alliance réformiste — cette dernière étant composée du parti Nous Saint-Marinais, du Mouvement idéal socialiste et du parti Ēlego. Le nom et le logo de l'alliance sont présentés le 20 avril.

## Résultats électoraux

### Élections législatives
| Élection | Voix  | %     | Sièges  | +/– | Gouvernement |
| -------- | ----- | ----- | ------- | --- | ------------ |
| 2024     | 7 543 | 41,49 | 26 / 60 | Nv  | Gouvernement |